# Slavina appendiculata
Slavina appendiculata är en ringmaskart som först beskrevs av Udekem 1855. Enligt Catalogue of Life ingår Slavina appendiculata i släktet Slavina och familjen glattmaskar, men enligt Dyntaxa är tillhörigheten istället släktet Slavina och familjen Naididae. Arten är reproducerande i Sverige. Inga underarter finns listade i Catalogue of Life.